# Кузино (Большесосновский район)
Кузино — деревня в Большесосновском районе Пермского края. Входит в состав Большесосновского сельского поселения.

## Географическое положение
Расположена на левом берегу реки Чёрная, напротив места впадения в неё реки Малая Чёрная, примерно в 14 км к юго-западу от районного центра, села Большая Соснова.

## Население
| 2010 |
| ---- |
| 119  |

## Улицы[2]
- Зелёная ул.
- Нагорная ул.
- Центральная ул.
- 70 лет Октября ул.

## Топографические карты
- Лист карты O-40-85 Петропавловск. Масштаб: 1 : 100 000. Состояние местности на 1983 год. Издание 1984 г.